# Rosaline Mouton
Rosaline S.P.C. Mouton, née le 14 octobre 1981 à Ostende est une femme politique belge flamande, membre du Sp.a.
Elle est licenciée en droit et master en notariat; master en droit des sociétés; juriste notariale; ancienne membre du CPAS de Coxyde.
Elle est élue conseillère communale de Coxyde; députée de la circonscription de Flandre-Occidentale, en remplacement de Myriam Vanlerberghe (depuis le 6.12.12 et jusqu'au 25.05.14).